# ロシア正教古儀式派教会

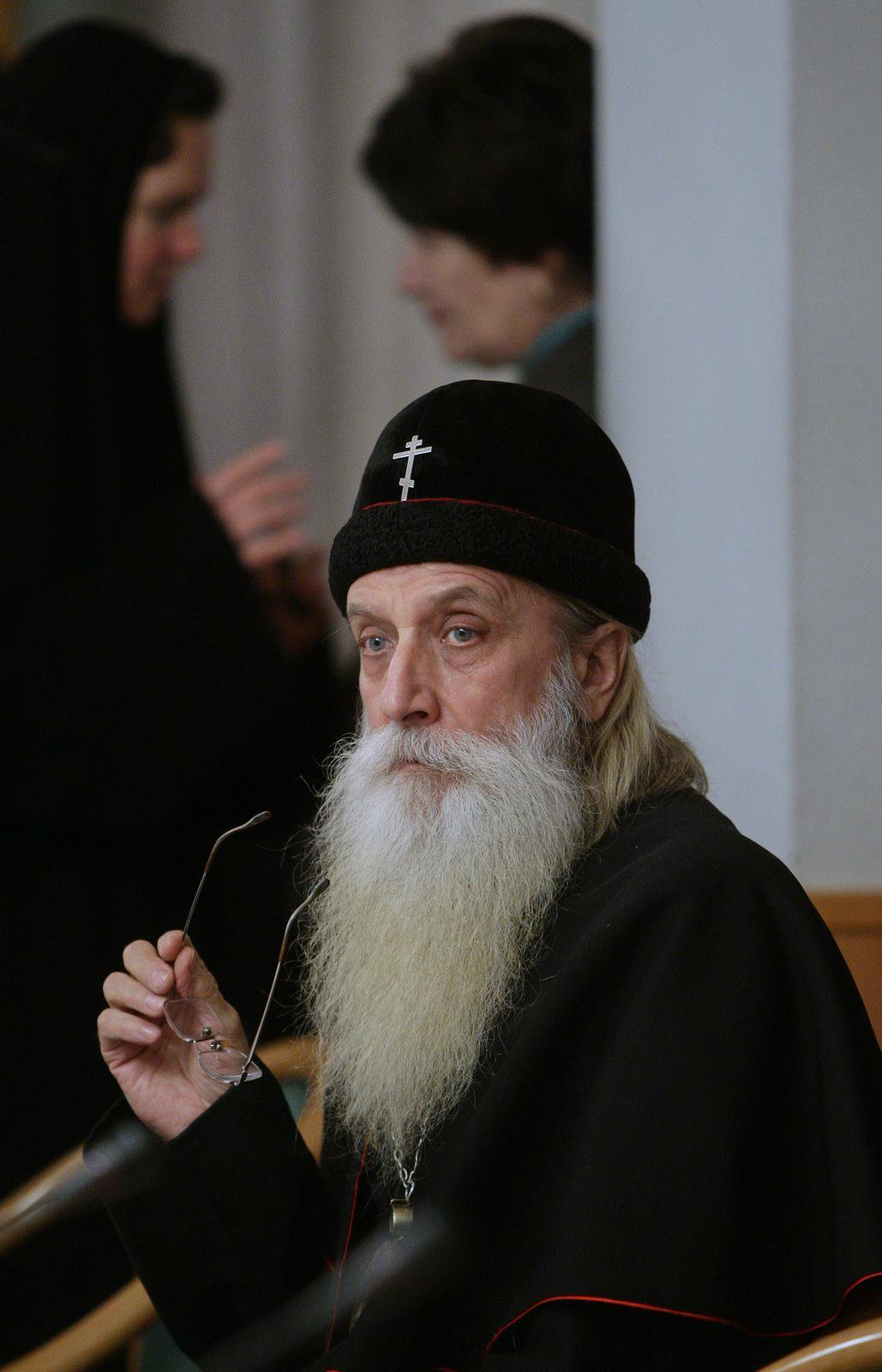
ロシア正教古儀式派教会のモスクワと全ロシアの府主教コルニーリイ

ロシア正教古儀式派教会（Русская православная старообрядческая церковь）は、正教古儀式派の教派の一つで、司祭派（容僧派）に分類される。しばしばベロクリニツキー派、オーストリア派とも呼ばれる。

## 歴史

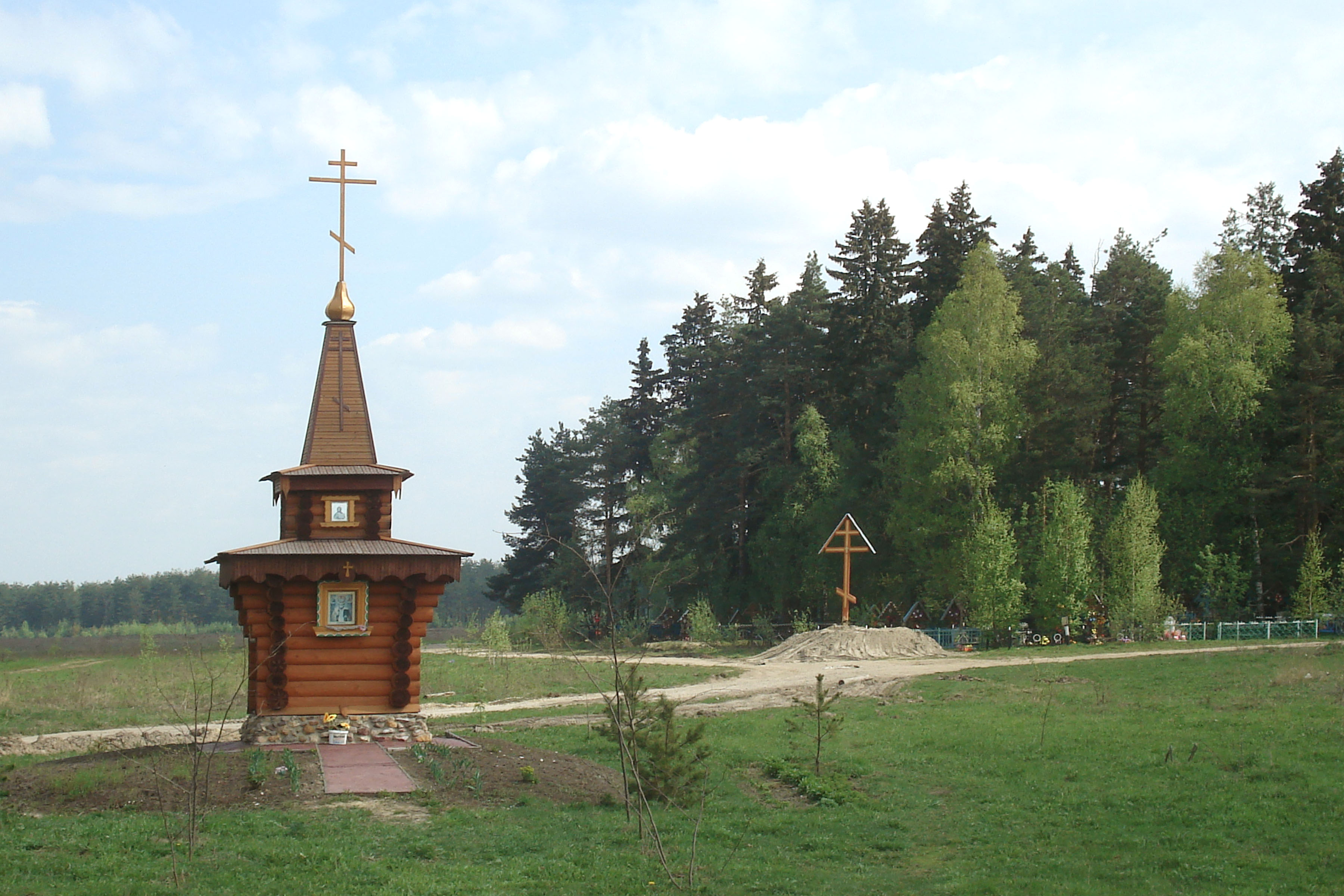
Modern Russian Orthodox Old-Rite Church Chapel. Davidovo cemetery (Guslitsa), Moscow region

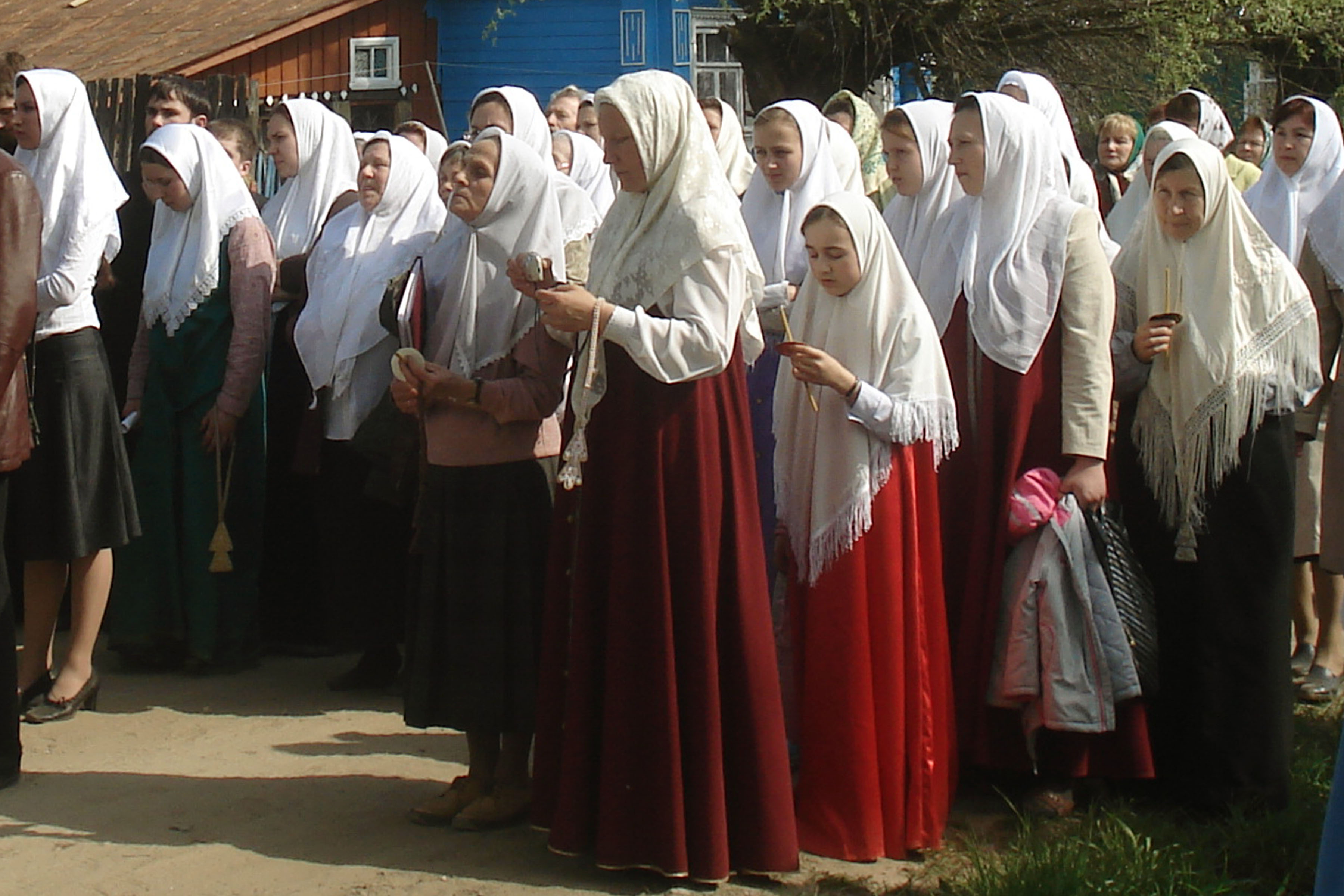
Te Deum. Russian Orthodox Old-Rite Church. Elizarovo (Guslitsa), Moscow region, 2008年5月

## 主要参考文献
- 中村喜和『聖なるロシアを求めて――旧教徒のユートピア伝説』平凡社, 1990年／平凡社ライブラリー, 2003年
- 中村喜和『遠景のロシア――歴史と民俗の旅』彩流社, 1996年。
- 中村喜和『聖なるロシアの流浪』平凡社, 1997年。
- 中村喜和「アタマン・ガンチャール : あるロシア旧教徒の苦難の生涯」https://hdl.handle.net/10086/8993
- N.M.ニコリスキー著／宮本 延治訳『ロシア教会史』恒文社, 1990年。 ISBN 978-4770407009
- 野田正彰『聖ロシアの惑乱』小学館、1998年。 ISBN 4093860270
- 藤原潤子「現代ロシアにおける宗教的求道と「歴史」の選択--カタコンベ正教会のネオ旧教徒たち」（『宗教と社会』(14)「宗教と社会」学会編,2008）
- みや こうせい 「ドナウ・デルタに暮らす人びと:漁労の民リポヴァン人はスラヴ系旧教徒」（『バルカンを知るための65章』222-225頁）小学館、2005年。
- みや こうせい 『ドナウ・デルタにて--「ロシアの旧教徒」リポヴェアン素描』（季刊民族学　Vol.16, No.1 (1992) 59-75頁）